# Tasmaanse duivel
De Tasmaanse duivel (Sarcophilus harrisii) (ook wel buidelduivel) is een vleesetend buideldier uit de familie echte roofbuideldieren (Dasyuridae). Deze soort is het grootste nog niet uitgestorven vleesetende buideldier. Hij is endemisch op het Australische eiland Tasmanië. Hij is zo groot als een kleine gedrongen hond, mannetjes wegen 9 kg en vrouwtjes 6 kg. Het is een aaseter van grote zoogdieren en opportunistische predator van gewervelde dieren.
Tot eind jaren 1990 leefden deze dieren in het wild gemiddeld 3-4 jaar. Vanaf dat moment begonnen als gevolg van een dodelijke vorm van kanker grote aantallen, voornamelijk volwassen dieren te sterven. De ziekte wordt overgedragen door beten. Deze Devil facial tumour disease (DFTD), een neoplasie van zacht weefsel die meestal eerst op de kop wordt gezien, doodt steevast binnen 6 maanden na het optreden van de eerste symptomen. In de eerste 20 jaar na het begin van DFTD-epidemie is de populatie met ruim 80% teruggevallen. De status van de Tasmaanse duivel is veranderd van niet-bedreigd naar bedreigd, en er wordt rekening mee gehouden dat de soort zal uitsterven.

## Beschrijving
Aan de drogere noordoostkust wegen mannetjes gemiddeld 10,2 kg, ongeveer 50% zwaarder dan de vrouwtjes van gemiddeld 7,1 kg. Dieren die op grote hoogte of in subalpiene gebieden leven, zijn kleiner. Daar wegen de mannetjes gemiddeld 8,4 kg en vrouwtjes gemiddeld 5,4 kg. Twee- tot driejarige mannelijke Tasmaanse duivels uit het zuidwesten van Tasmanië wegen gemiddeld 8,2 kg, vrouwtjes 6,1 kg. Gezonde dieren hebben vaak aanzienlijke hoeveelheden lichaamsvet, vooral in de huid, de buik en de staart. Mannetjes zijn in totaal 75-97,5 cm lang waarvan staart van 22-28,5 cm, met de achterpoot van 8,2-10,8 cm en het oor is 4,7-8 cm lang. Het vrouwtje is in totaal 71-84 cm lang waarvan de staart 21,5-26,5 cm, met de achterpoot 7,7-10,2 cm en het oor is 4,4-7,3 cm lang.

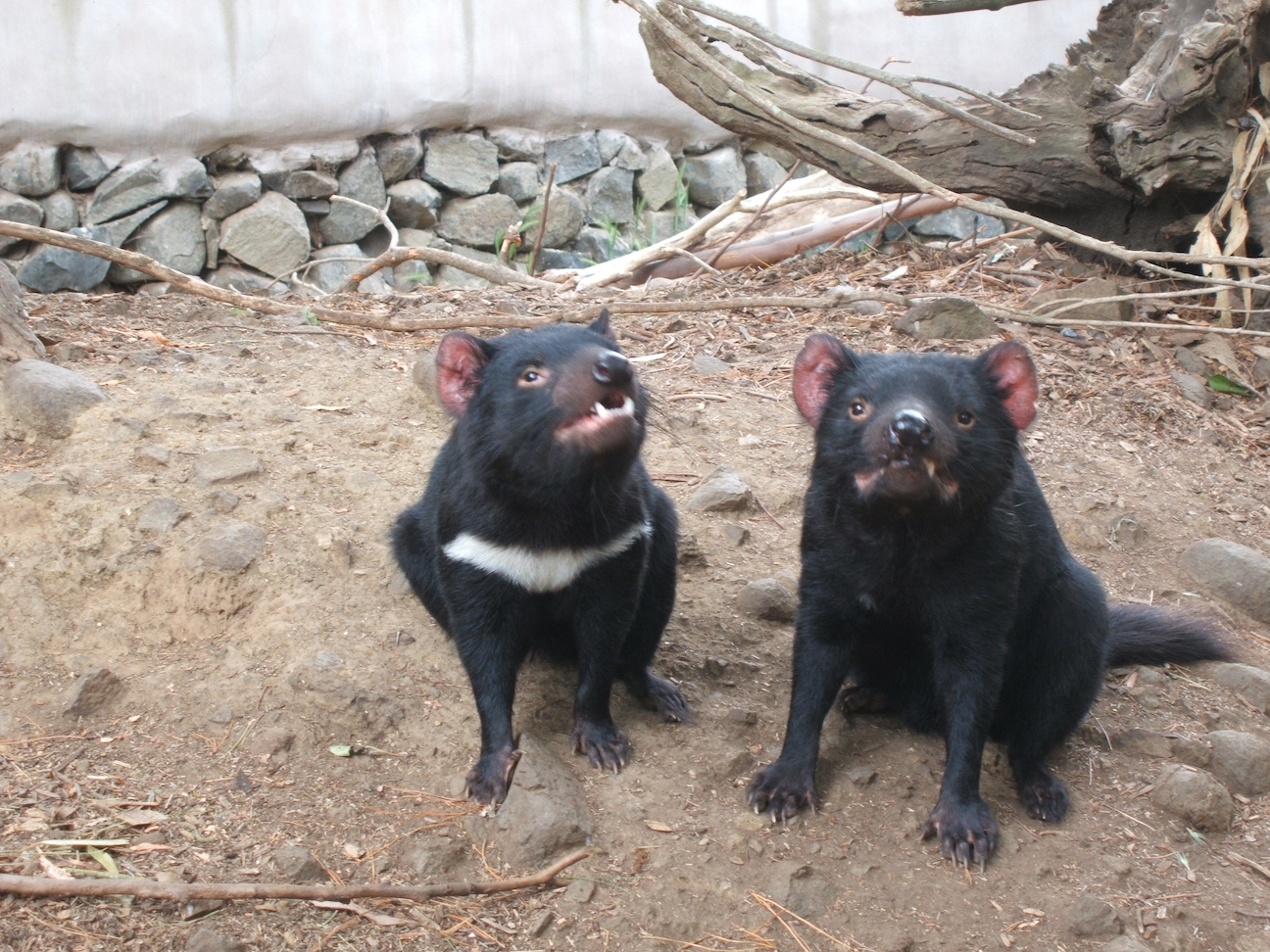
Tasmaanse duivels hebben bijna altijd een witte vlek, meestal op de borst, maar zijn soms geheel zwart

De Tasmaanse duivel is het grootste levende vleesetende buideldier, ervan uitgaande dat de buidelwolf inderdaad is uitgestorven. Duivels hebben een korte, glanzende, zwarte vacht (3 cm lang), met zachte dekharen en een dunne, zachte ondervacht. De vacht in de okselgebieden is dun en die op de oren, indien aanwezig, is kort en fijn. De haren op de staart zijn ongeveer 6 cm lang. Bij oudere dieren, met name mannetjes, wordt de vacht dunner op het gezicht, de staart en de stuit. Sommige individuen hebben een duidelijke roodachtige tint in hun vachtkleur, die bijna roodbruin kan zijn op de staart en rond de oren. Ruitvormige witte vlekken, het vaakst te vinden op de borst, dan de stuit en het minst op de schouders en ribben, zijn zeer variabel en individueel uniek. Ongeveer 13% van de individuen is helemaal zwart. Duivels zijn zo groot als een kleine, gedrongen hond, met korte poten, een staart die half zo lang is als de kop en het lichaam, een brede kop op een dikke nek en ronde oren. Vet wordt opgeslagen in de staart, die bij grote mannetjes meer dan 5 cm breed kan zijn aan de basis en meestal het dikst is op ongeveer 5-6 cm van de basis. Wonden en littekens komen vaker voor bij mannetjes dan bij vrouwtjes, waarschijnlijk het resultaat van agressie in de competitie om voedsel en wanneer er tijdens de copulatie een conflict is met zowel partners als andere concurrerende mannetjes. Wonden aan de kop kunnen levensbedreigend zijn, waarbij de kaakspieren worden afgescheurd en de tanden  bloot komen te liggen. De staart van oudere dieren is vaak zwaar beschadigd en soms verkort, alsof hij is afgebeten. Naast de grote en talrijke naar achteren stekende zwarte snorharen van de Tasmaanse duivel zijn er ook enkele tastharen op de onderkaak en in de wenkbrauwen. De tastharen op de wang, meestal ongeveer 12, komen uit een bijna cirkelvormig gebied en strekken zich uit voorbij de oren tot aan de nek. De grote stijve snorharen die op de vlezige delen aan beide kanten van de snuit staan, zijn even lang en stijf, en soms kronkelig. De neusholte is groot, breed, gegroefd, kaal en meestal nat. Het oor is hoger dan breed en met een brede basis aan de kop bevestigd. De oorschelp heeft talrijke richels en plooien die de gehooropening aan de basis van de onderste groef kunnen bedekken.

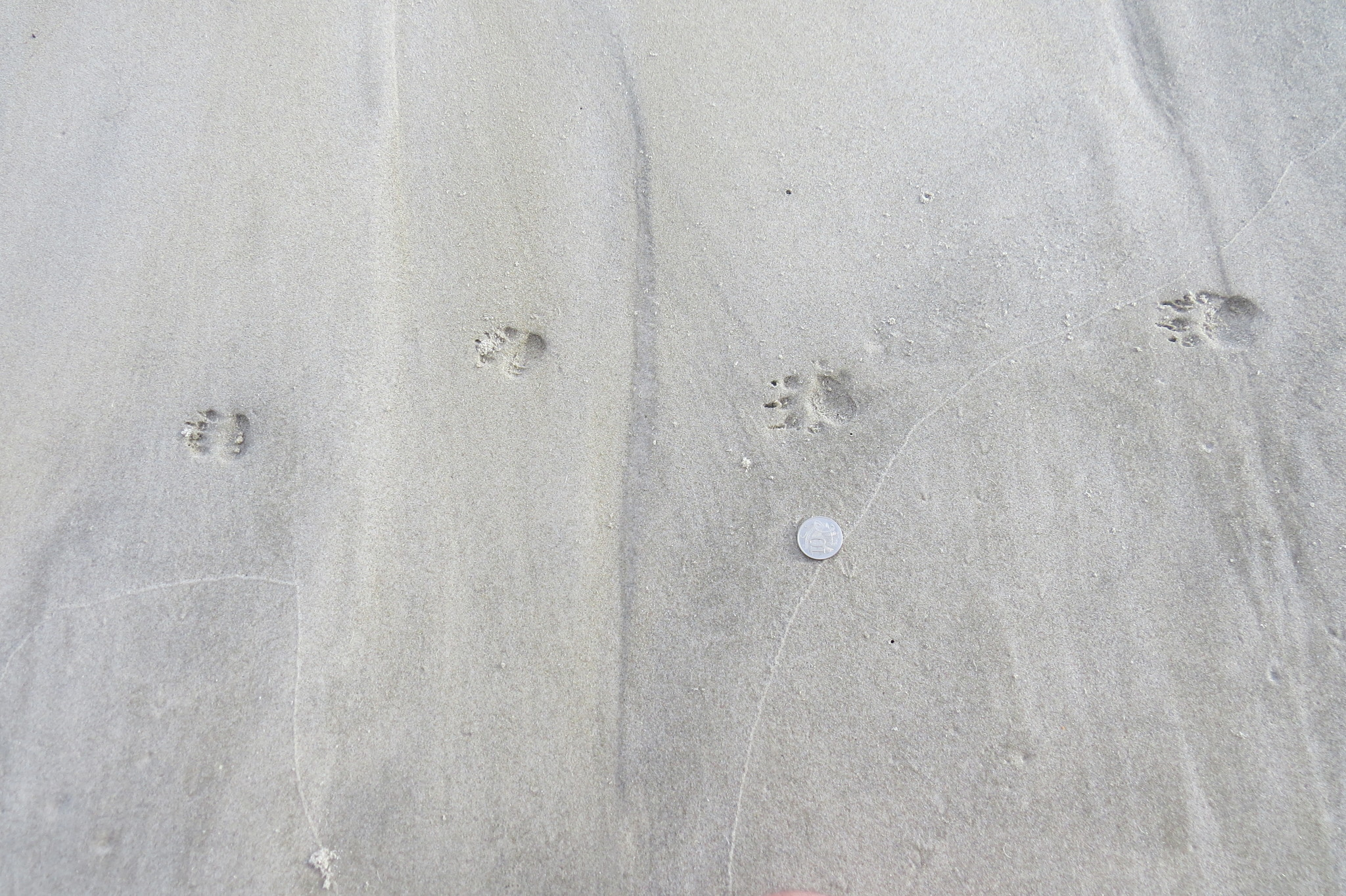
pootafdrukken, rechts voorpoten, links achterpoten

Het hele eeltkussen van de voorvoet is bedekt met een patroon van grove schubben en rust op de grond. De tweede, derde en vierde vingers van de voorvoet zijn langer dan de duim en de pink. Alle vingers zijn relatief lang met lange scherpe klauwen die niet sterk terug gebogen zijn. De voorvoet is soepel en kan grijpen. De achtervoet heeft een minder flexibel eeltkussen dat doorloopt tot aan de hiel. De hiel, een belangrijk contactpunt bij het klimmen, wordt soms op de grond geplaatst terwijl de duivel staat, maar hij loopt of draaft op de vingers en tenen. De grote teen is slechts 0,5–1 mm lang. De andere tenen van de achtervoeten zijn lang, sterk geklauwd en even groot, waardoor een kenmerkende vierkante voetafdruk ontstaat. Eeltkussentjes en klauwen zijn meestal zwart, maar zijn bruin of zelfs roze bij individuen met een roodachtige vacht. De Tasmaanse duivel heeft zeven paar homologe chromosomen (2n=14).

### Ontwikkeling
De draagtijd is ongeveer 18 dagen, met de meeste geboortes in april, maar sommige zelfs pas in juli. Pasgeboren duivels moeten, net als andere buideldieren, vanuit het geboortekanaal in de buidel klimmen en een onbezette tepel vinden of sterven. Omdat pasgeborenen talrijk zijn en er slechts vier tepels zijn, bepaalt natuurlijke selectie (en toeval) welke overleven. Pasgeborenen wegen ongeveer 5 mg met een kruin-stuitlengte van 6 mm, brengen de eerste 90-105 dagen door aan de tepel en blijven daarna nog ongeveer dezelfde tijd in het nest. Jongen worden ongeveer 14-15 weken in de buidel gedragen. Na de lange periode van het leven in de buidel worden de jongen achtergelaten in een met vegetatie begroeide nestkamer van een hol terwijl de moeder op zoek gaat naar voedsel. Meestal in oktober, beginnen de jongen 's nachts zelfstandig het hol te verlaten. Het vrouwtje blijft de jongen nog 4 maanden na het verlaten van de buidel zogen en kan voedsel terugbrengen naar het hol totdat de jongen gespeend zijn, meestal tussen half december en half januari. De jongen leren niet om te jagen en ze vergezellen de moeder 's nachts niet. Hoewel de verspreiding door mannen wordt bepaald, verspreiden sommige jonge vrouwtjes zich wel. Ze verlaten hun holen pas in november permanent en worden gespeend tussen half december en begin februari. Ze worden gespeend na 150-240 dagen of ongeveer 3-4 maanden later dan andere grote echte roofbuideldieren, wordt de volwassenheid bij de meeste vrouwtjes pas bereikt na bijna 2 jaar. Een klein deel van de vrouwtjes plant zich echter in het eerste aar al voort als ze een gewicht hebben van 4-4,5 kg. Tijdens de eerste weken van hun leven zijn vrouwtjes zwaarder dan mannetjes, maar na 18 maanden is dit patroon omgedraaid en daarna kunnen mannetjes snel in gewicht toenemen. Hoewel mannetjes geslachtsrijp kunnen zijn bij 3,5 kg en het meest compleet volgroeid zijn op 24 maanden, blijven sommige mannetjes groeien tot ze 3-4 jaar oud zijn. Duivels kunnen in het wild tot 8 jaar oud worden, maar in sommige populaties worden er maar weinig ouder dan 3 jaar. Jongeren hebben tot 80% sterfte tijdens hun eerste jaar van onafhankelijk leven, waarbij mannetjes gemiddeld langer leven dan vrouwtjes. Symptomen van fysieke achteruitgang als gevolg van leeftijd verschenen voor het eerst bij duivels die in een dierentuin werden gehouden na 50 maanden. Geleidelijk verlies van evenwicht wat leidt tot totale verlamming van de achterhand, geïnterpreteerd als een leeftijdsgebonden degeneratieve neurologische ziekte, komt vaak voor.

### Anatomie

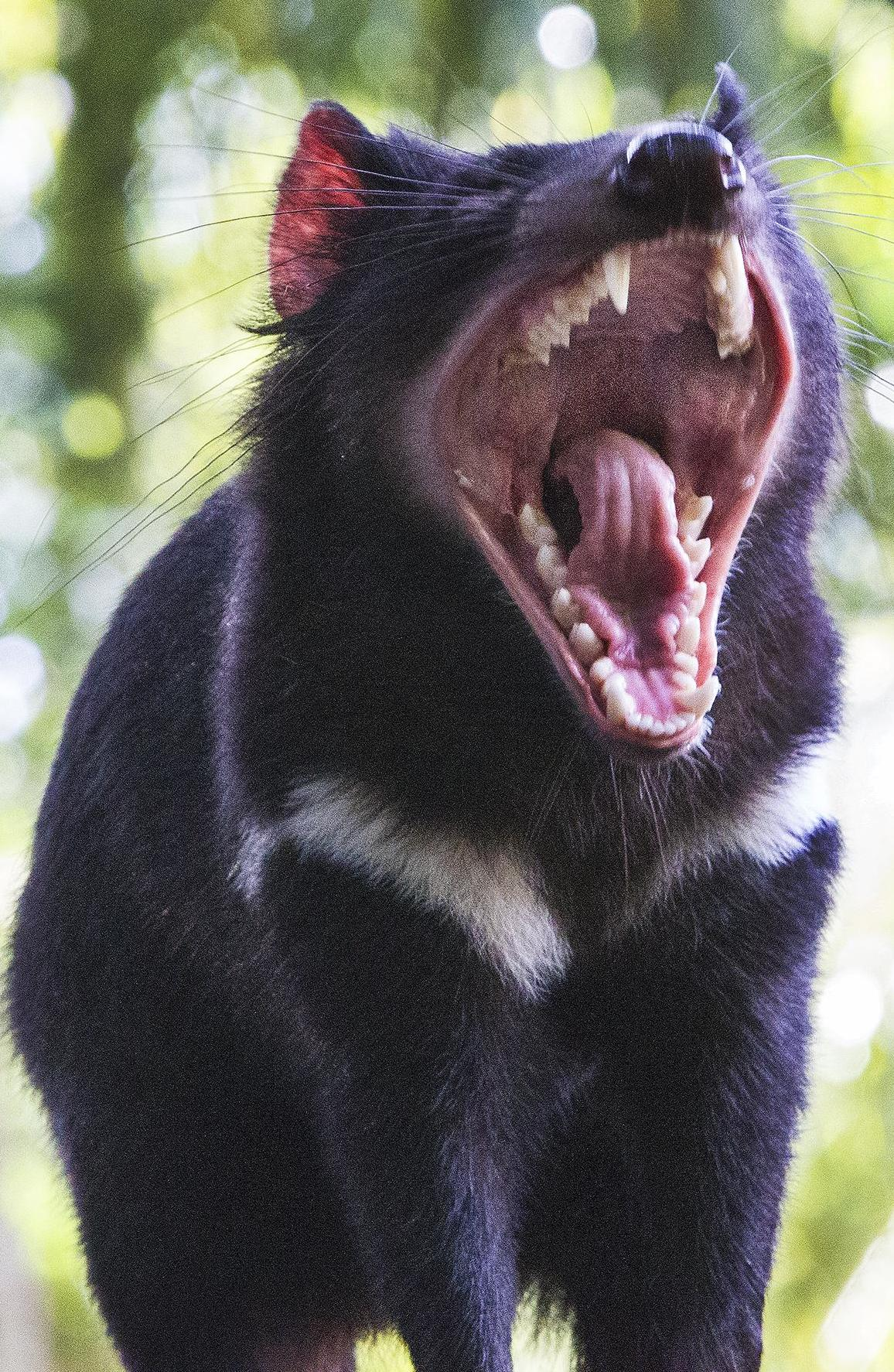
Tasmaanse duivel met opengesperde bek

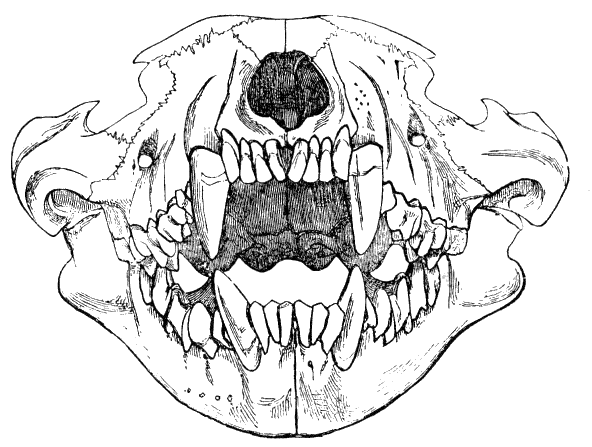
tekening vooraanzicht schedel Tasmaanse duivel

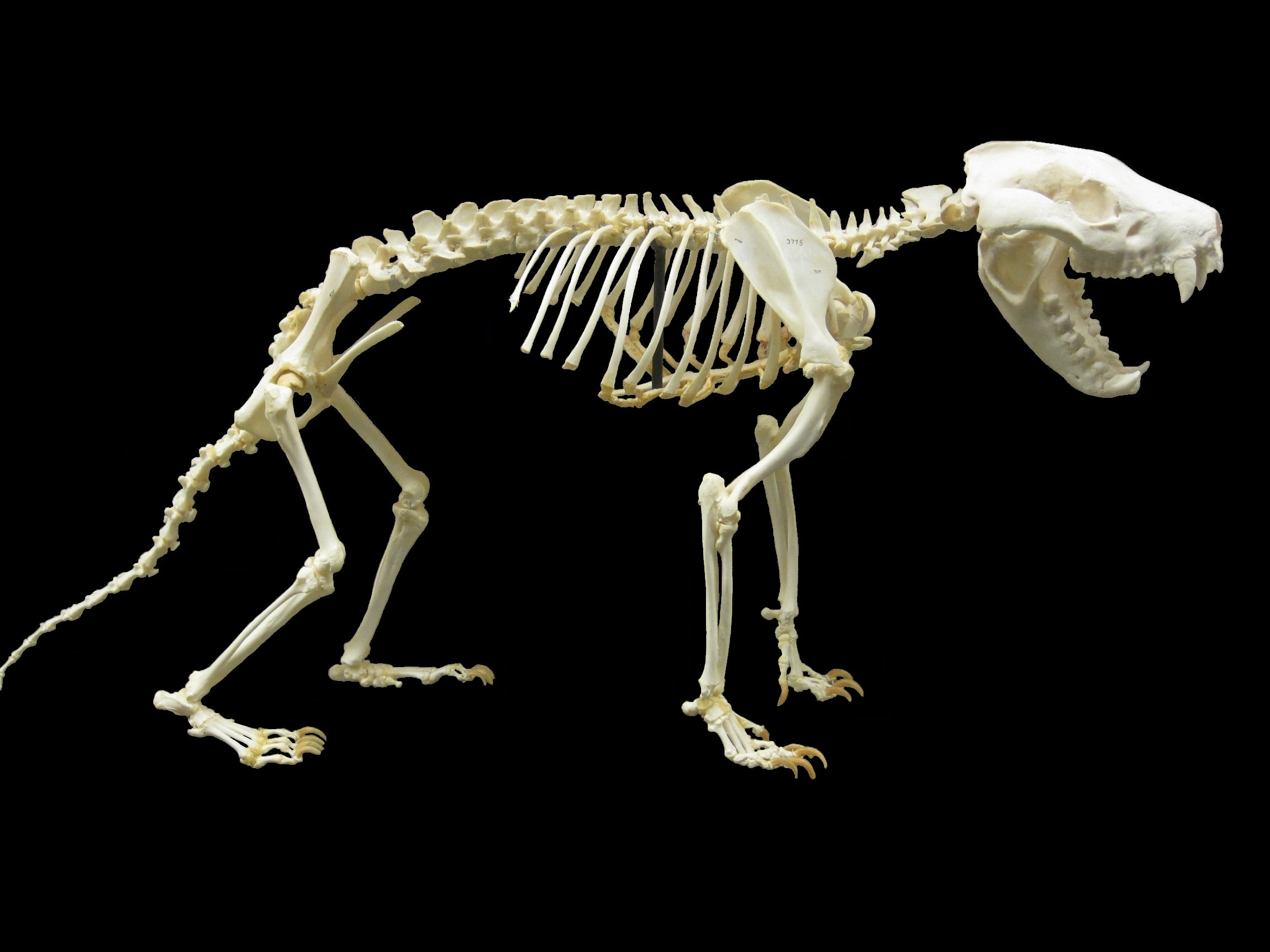
skelet van de Tasmaanse duivel

De schedel van de Tasmaanse duivel onderscheidt zich van die van andere vleesetende buideldieren door zijn massieve botten, relatief korte snuit, brede jukbeenboog, uitgesproken kam over de middellijn van de kop en grote openingen onder de jukboog waar de krachtige kauwspieren doorheen lopen. De hoektanden zijn massief en kiezen kunnen zowel vlees knippen als het vermalen. Het gehemelte heeft een opening. De schedels zijn gemiddeld 13,8 cm lang bij mannetjes en 13,0 cm bij vrouwtjes. De hersenpan is bij mannetjes 2,0 cm breed en bij vrouwtjes 2,1 cm. De grootste breedte ter hoogte van de jukbeenderen is bij mannetjes 11,1 cm en bij vrouwtjes 9,8 cm. De lengte van de tandrij in de bovenkaak is 4,8 cm bij mannetjes en 4,9 cm bij vrouwtjes. De maximale diameter van de bovenste hoektand gemeten langs de kaaklijn is 1,0 cm bij mannetjes en 8,9 cm bij vrouwtjes.
De tandformule van de volwassen duivel is 4.1.2.43.1.2.4 × 2 = 42, dat wil zeggen vier snijtanden, een hoektand, twee valse kiezen en vier ware kiezen in elke helft van de bovenkaak, en diezelfde elementen in elke helft van de onderkaak behalve dat er slechts drie snijtanden zijn. Het totaal aantal kiezen bedraagt dus 42. Het gebit weerspiegelt het carnivore dieet van de duivel, maar verschilt fundamenteel van dat van de gebitten van de orde van de roofdieren. De snijtandenrij is dwars. De massieve hoektanden zijn cirkelvormig in doorsnede, vergelijkbaar met alleen enkele soorten beren en grote marterachtigen, maar niet met andere hond- of katachtigen. Deze hoektanden zijn zeer sterk en goed aangepast om botten te eten en misschien grote prooien te grijpen. De valse kiezen zijn van bescheiden formaat, maar de ware kiezen zijn massief. Ze worden van voor naar achter steeds groter en dat geldt ook voor de knobbels op de kiezen. Zoals alle echte roofbuideldieren mist de duivel het gespecialiseerde paar knipkiezen van de placentale roofdieren. Alle vier de kiezen zijn qua structuur vergelijkbaar. Alle kiezen hebben gedeelten voor het snijden van vlees en voor het fijnmalen daarvan, functies die bij placentale roofdieren zijn verdeeld waarbij de voorste kiezen knippen en de achterste malen. Net als bij de buidelratten is het maalgebied bijna afwezig in de achterste kies, die gedurende het hele leven scherp blijft. De verwerking van de botten bij de duivel, waarvoor hyena's een gespecialiseerde kegelvormige 3e valse kies hebben, wordt uitgevoerd door de tweede ware kies. Deze kies verslijt bij oudere dieren.
Duivels hebben een smalle, afgeplatte schedel, net als andere echte roofbuideldieren, maar zijn opmerkelijk vanwege hun kleine herseninhoud en korte snuit. De hersengrootte is minder dan de helft (43%) van wat verwacht wordt op basis van het lichaamsgewicht. De korte snuit gecombineerd met de uitgesproken kam in de lengte van de schedel en de wijde jukbeen dat krachtige kauwspieren herbergt, resulteert in een krachtige bijtkracht bij de hoektanden, wat past bij hun verpletterende dodelijke beet op grote prooien. Ook ongebruikelijk bij duivels, is de strikte scheiding van de oogkas met de jukbeenboog, hoewel onduidelijk is wat de functionele betekenis daarvan is.
De duivel heeft korte middenvoetsbeentjes vergeleken met de lengte van het dijbeen, wat aangeeft dat het geen bijzonder snelle renner is, en prooien dus niet in een lange, snelle achtervolging overmeesterd. De verhouding van de lengte va de middenhandsbeentjes tot de kootjes (geassocieerd met loopsnelheid), de verhouding van het haakvormig uitsteeksel dat om het opperarmbeen draait tot de lengte van de ellepijp (wat de rotatie en dus het vermogen om in bomen te klimmen beïnvloedt), en het vlakke profiel van de klauwen (geassocieerd met het vermogen om in bomen te klimmen) zijn allemaal typerend voor op de grond jagende carnivoren.
Vrouwelijke duivels hebben een naar achteren gerichte buidel, die pas gevormd wordt wanneer de geboorte op handen is, met twee paar tepels omgeven aan de voorkant en zijkant door een hoefijzervormige huidflap. Bij mannetjes bevindt het donker gepigmenteerde scrotum zich voor de penis in de onderbuik. Het scrotum wordt meestal met de cremasterspieren in een huidplooi van de buik getrokken. Bij ontspanning van de cremasterspieren, zoals wanneer het mannetje rust of het warm heeft, hangt het scrotum buiten de buik. De penis wordt normaal gesproken teruggetrokken in een zak die in de cloaca ligt. De eikel, hoewel licht gegroefd, is niet gevorkt of gespleten. Afgezien van hun grotere formaat en primaire seksuele kenmerken, zijn mannetjes niet te onderscheiden van vrouwtjes.
In het wild hebben duivels vaak onderhuidse vetlagen van wel 3 cm dik en orgaanvet bedekt de darmen en nieren volledig met talgachtige afzettingen. Het gebied tussen de schouderbladen is een andere locatie voor vetopslag. Het korte spijsverteringsstelsel is typerend voor carnivoren.

### Stofwisseling
De gemiddelde lichaamstemperatuur van de duivels is omstreeks 35°C en de hartslag in rust varieert van 85 tot 120 slagen per minuut. Ze kunnen niet zweten maar verliezen warmte door te hijgen. Warmte wordt geproduceerd zonder te bibberen, alhoewel ze geen bruin vetweefsel hebben en het eiwit thermogenine ontbreekt. Beide zijn nodig in zoogdieren met een placenta om extra warmte te produceren zonder bibberen.
Duivels en andere echte canivore buideldieren kunnen veel beter tegen natriumfluoracetaat dan placentale carnivoren, waarschijnlijk omdat vergelijkbare defensieve moleculen worden aangetroffen in een inheemse plant, Gastrolobium. Deze stof blokkeert enzymen die het citraat- en succinaatmetabolisme katalyseren en zo de citroenzuurcyclus remt, wat een hartstilstand veroorzaakt. Duivels zijn 38 keer toleranter voor natriumfluoracetaat dan de dingo, een op het vaste land van Australië endemische ondersoort van de wolf. Dit gif, commercieel bekend als Compound 1080, kan worden gebruikt om sommige schadelijke placentale zoogdieren te bestrijden, zonder al te veel schade toe te brengen aan buideldieren.

### Verschillen met andere echte roofbuideldieren
Duivels onderscheiden zich van andere echte roofbuideldieren  door hun grote formaat, waarbij volwassenen dieren meer dan 5 kg wegen, een zwarte vacht hebben, meestal met een witte ruitvormige markering op de borst, schouders of romp, een enorme nek en kop, een korte brede snuit en een robuust, botkrakend gebit. Geen enkele andere nog niet uitgestorven echt buidelroofdier kan met deze worden verward op een van deze kenmerken.

## Taxonomie

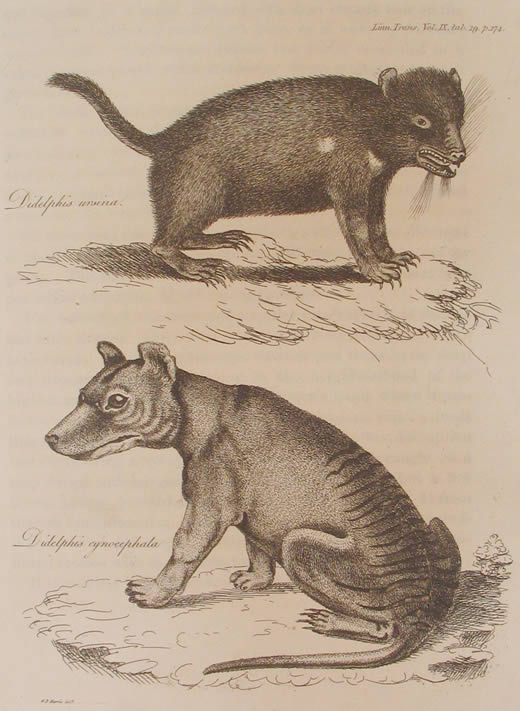
Didelphis ursina (Tasmaanse duivel, nu Sarcophilus harisii, boven) en Didelphis cynocephala (buidelwolf, nu Thylacinus cynocephalus), gravure op basis van een tekening van George Harris.

De Tasmaanse duivel werd voor het eerst geldig wetenschappelijk beschreven door de plaatsvervangend cartograaf van Tasmanië, George Prideaux Robert Harris in 1808, en hij noemde de soort Didelphis ursina. Deze naam was echter niet beschikbaar omdat de wombat deze naam al in 1800 had gekregen van George Shaw. De wetenschappelijke naam voor het geslacht	Didelphis is voorgesteld door Carl Linnaeus in 1758 voor de zuidelijke opossum die voorkomt van Mexico tot Bolivia, en inmiddels was de opvatting dat alleen opossum-soorten in dat geslacht thuishoren, zodat er voor de Tasmaanse duivel een nieuwe geslachtsnaam nodig was. In 1837 plaatste Frédéric Cuvier, de jongere broer van de beroemde zoöloog Georges Cuvier de Tasmaanse duivel in het nieuwe geslacht Sarcophilus. John Edward Gray stelde in 1841 voor de soort in het nieuwe geslacht Diabolus te plaatsen. In 1842 stelde Pierre Boitard de vervangende naam Ursinus harrisii voor in het boek Le Jardin des Plantes description et moeurs des mammifères de la Ménagerie et du museum d’Histoire Naturelle precede d’une introduction historique, descriptive et pittoresque par M.J. Janin. In 1903 beschreef Michael Rogers Oldfield Thomas een Tasmaanse duivel die hij Sarcophilus satanicus noemde. Nadat hij zich realiseerde dat de Tasmaanse duivel al een geldige soortnaam heeft, maakt Oldfield Thomas in 1912 de huidige combinatie Sarcophilus harrisii.

### Naamgeving
Sarcophilus komt van het Griekse σάρκα (sárka), dat vlees betekent, en φίλος (phílos), het woord voor liefhebben of dol zijn op. De soortnaam harrisii is de Latijnse vorm van Harris, die de eerste wetenschappelijke beschrijving van de Tasmaanse duivel heeft gepubliceerd. Harris stelde voor als algemene naam "indigenous devil". Aboriginal-namen die zijn opgetekend door vroege Europese kolonisten zijn "tarrabah", "poirinnah" en "par-loo-mer-rer".

### Fossielen
In 1838 beschreef de Britse anatoom, zoöloog en paleontoloog Richard Owen een fossiel uit het Pleistoceen die was gevonden in New South Wales en gaf die de naam Dasyurus laniarius. Deze soort is mogelijk de voorouder van de Tasmaanse duivel. L. Werdelin beschreef in 1987 een recent fossiel van Mount Hamilton dat hij Sarcophilus harrisii dixonae noemde.

## Ecologie

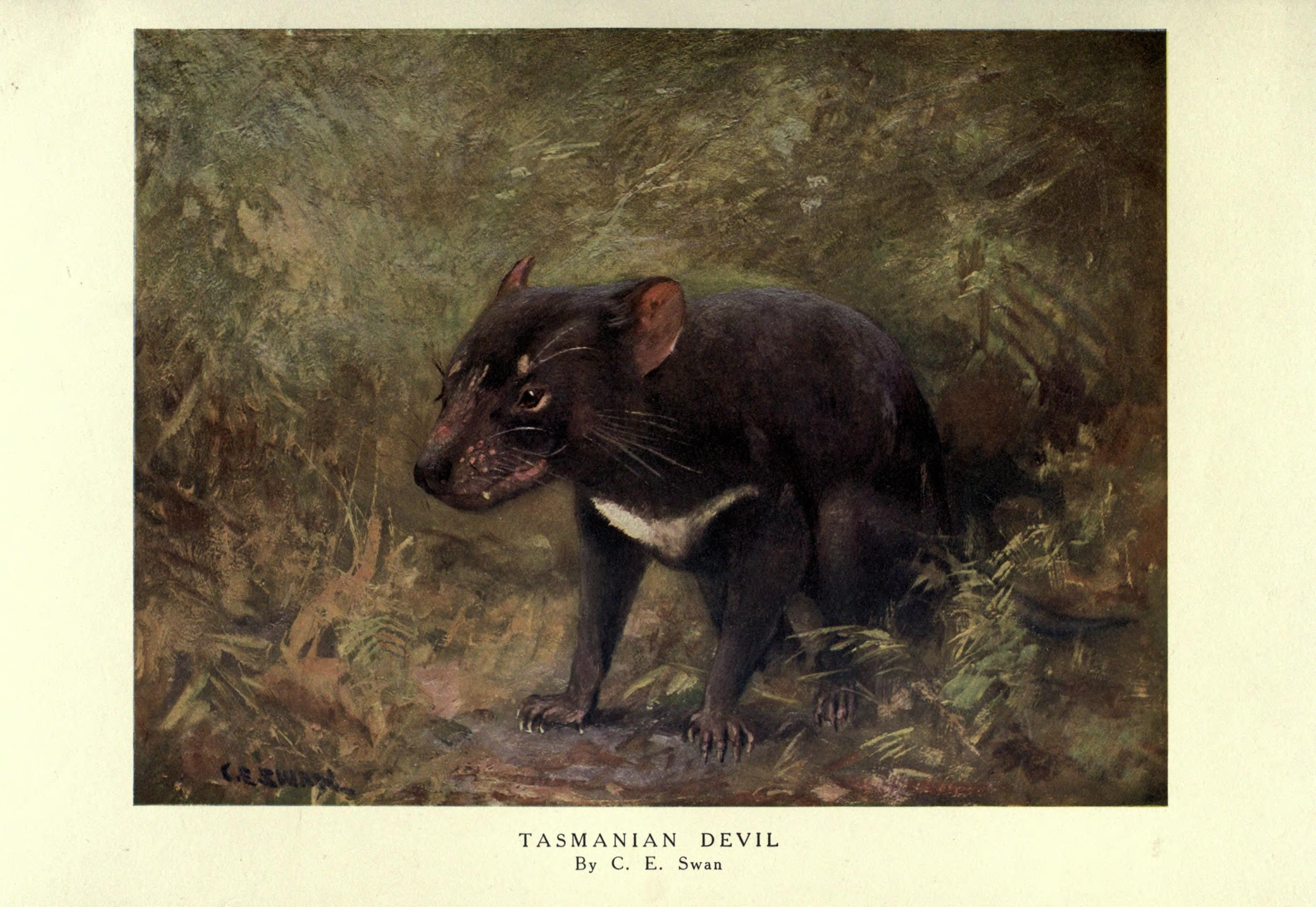
Illustratie van Cuthbert E. Swan uit The wild beasts of the world van Frank Finn uit 1909

Hoewel jonge duivels ten prooi kunnen vallen aan de wigstaartarend of volwassen gevlekte buidelmarters, hebben volwassen duivels geen vijanden, behalve honden. Verkeer kan een belangrijke oorzaak zijn van sterfte onder dieren die op zoek zijn naar doodgereden dieren.

### Voedsel
Duivels zijn bewoners van bossen, bosgebieden en struikgewas langs de kust. Het is een weinig kieskeurig roofdier en aaseter, die allerlei verschillende gewervelde dieren eet, maar vooral middelgrote tot grote zoogdieren. De soort heeft ongetwijfeld geprofiteerd van de introductie van schapen in Tasmanië aan het begin van de 19e eeuw. Tasmanië had 2,4 miljoen schapen in 2015, waarvan er veel onder extensief "rangeland"-beheer stonden, wat resulteert in veel sterfgevallen. Duivels kunnen een belangrijke predator zijn van jonge en stervende schapen als de veehouderijpraktijken slecht zijn. Sommige rassen zijn beter dan andere in het beschermen van hun lammeren, maar eerstgeborenen van tweelingen zijn bijzonder kwetsbaar terwijl de tweede wordt geboren. De frequente aanwezigheid van wol in ontlasting geeft aan dat schapen vaak deel uitmaken van het dieet van duivels, vooral in de drogere oostelijke helft van Tasmanië waar de meeste schapen worden gehouden. Duivels kunnen per keer wel 40% van hun lichaamsgewicht eten, waarna ze er opvallend dik uitzien. Ze eten haar en verbrokkelde botten samen met het vlees van hun prooien, waardoor alleen delen van grote schedels en de vaak nog gevulde dikke darm overblijven. De resten worden verspreid over een groot gebied tot wel 500 m². De droge krijtachtige ontlasting, is vaak ongeveer 2 bij 15 cm groot. Het is grijsachtig van van kleur doordat het veel resten van verpulverd bot bevat, botfragmenten en grote hoeveelheden haar.

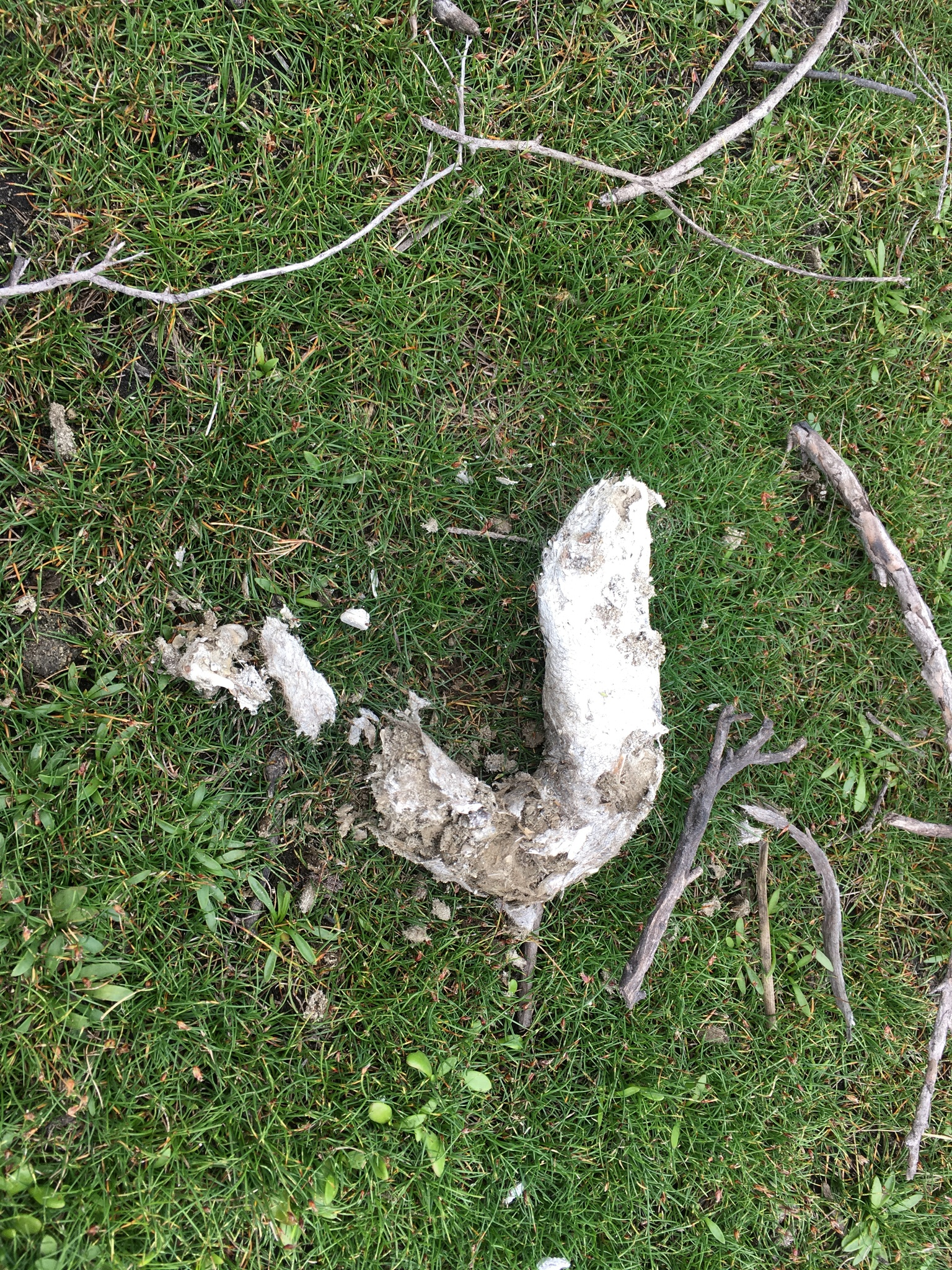
uitwerpsel van een Tasmaanse duivel

In de centrale hooglanden van Tasmanië, waar geen landbouwdieren zijn, blijkt uit de analyse van uitwerpselen dat volwassen duivels grote dieren eten, zoals wombat, bennettwallaby en roodbuikpademelon. Ze eten minder kleinere zoogdieren en vogels, het belangrijkste voedsel van jongere duivels. De overeenkomst in het dieet van volwassen en jongere dieren is minder groot in de zomer. Volwassen duivels eten in dat seizoen meer grotere dieren, mogelijk omdat er dan onvolwassen exemplaren van hun grotere prooisoorten beschikbaar zijn. Deze afhankelijkheid van grote prooien wordt weerspiegeld in maag- en ontlastingsanalyses uit andere delen van Tasmanië. Er wordt een breed scala aan voedsel gegeten, waaronder vogels, konijnen en schapen. In de westelijke helft van Tasmanië bevatte 50% van de uitwerpselen resten van vogels, 36% van wallaby of pademelon en 30% van oostelijke koeskoes of voskoesoe. Dat laatste is enigszins onverwacht omdat deze twee soorten in bomen leven en de duivels op de grond. Ongeveer 10% van de uitwerpselen bevat resten van vogelbekdieren of mierenegels. Enkele van de identificeerbare vogelresten waren die van dwergpinguïns en dunbekpijlstormvogels, die beide nestelen in holtes in kustduinen. Duivels zijn de meest carnivore van de overlevende grote echte roofbuideldieren  en consumeren bijna geen plantaardig materiaal.
Alle het voedsel dat de Tasmaanse duivel eet heeft een hoog gehalte aan eiwitten, water, vitaminen en mineralen, wisselende hoeveelheden vet, maar met kleine hoeveelheden koolhydraten. De Tasmaanse duivel maakt de suikers die hij nodig heeft daarom grotendeels uit de afbraak van aminozuren. Met hun gebit en bijtkracht om elk deel van een karkas aan te kunnen, eten duivels meer aas dan de grote buidelmarters die in hetzelfde gebied leven. Wanneer ze in kleine verblijven met bruine ratten worden geplaatst, is de duivel een onhandige jager. Niettemin laten incidentele (maar geen directe) observaties zien dat ze succesvolle roofdieren kunnen zijn van kangoeroes van 8 tot 30 kg. Of ze een gewone wombat kunnen aanvallen en doden, waarvan de volwassen exemplaren twee keer zo zwaar zijn als een volwassen mannelijke duivel, is onzeker.

### Concurrentie
De drie grootste nog levende echte roofbuideldieren, die allemaal meer dan 500 g wegen, de Tasmaanse duivel, de grote buidelmarter en de gevlekte buidelmarter, komen alleen samen voor in Tasmanië. Als grootste domineren de duivels bij een karkas, hoewel een volwassen grote buidelmarter een jonge duivel kan verjagen. Het dieet van de duivel overlapt met dat van de grote buidelmarter. De grote buidelmarter op zijn beurt domineert de gevlekte buidelmarter, waarmee hij ook een deel van dieet gemeen heeft. De rol van duivels in relatie tot andere carnivoren is complex. Grote buidelmarters passen bijvoorbeeld hun activiteit aan om duivels te vermijden waar deze een hoge dichtheid hebben. Duivels lijken het gedrag en waarschijnlijk de overvloed aan verwilderde katten te onderdrukken. De kattendichtheid is aanzienlijk toegenomen in gebieden waar het aantal duivels is afgenomen door ziekte. Zelfs wanneer duivels in lage dichtheden aanwezig zijn, vermijden katten ze nog steeds, zowel door naar andere delen te verhuizen als door actief te zijn wanneer duivels er niet zijn. Duivels kunnen zelfs kleinere carnivoren zoals gevlekte buidelmarters ten goede komen door het aantal katten te onderdrukken. Hoewel het extreme weer mogelijk heeft bijgedragen aan de recente afname van de populaties gevlekte buidelmarters, vormen hoge dichtheden katten nu een bedreiging voor de soort. De door ziekte veroorzaakte afname van de dichtheid van de Tasmaanse duivel veroorzaakt waarschijnlijk veranderingen in het voedselweb, waaronder een toename van invasieve knaagdieren en een afname van inheemse kleine buideldieren in gebieden met veel katten. De gevlekte buidelmarter foerageert gretig op kadavers van zoogdieren, maar is waakzamer dan duivels. Zodra er een duivel arriveert, gaat de buidelmarter aan de kant en wanneer er een tweede verschijnt, vertrekt deze.

## Bedreiging
Tot 1941, toen de soort beschermd, werd op de Tasmaanse duivel gejaagd omdat hij boerderijdieren en gevogelte bejaagt. Toch zijn er op afgelegen gebieden van Tasmanië nog grote aantallen aanwezig. Sinds de jaren 90 van de 20ste eeuw neemt de populatie echter sterk af. In oktober 2020 werden voor het eerst opnieuw Tasmaanse duivels uitgezet op het Australische vasteland.

### Ziekte

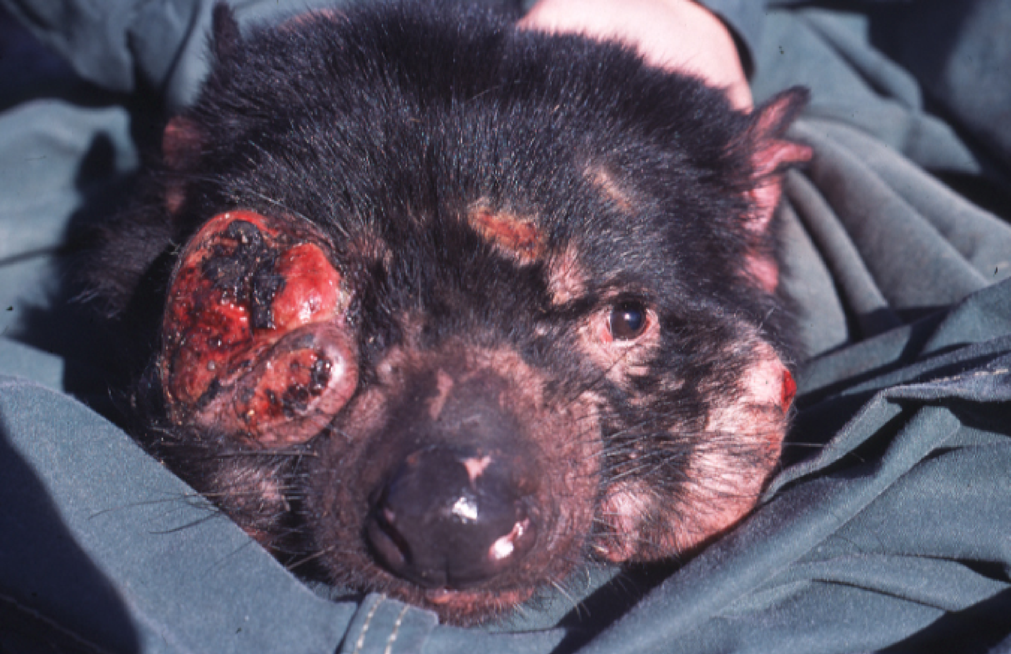
Tasmaanse duivel met tumoren op de kop

Nadat de jacht op de Tasmaanse duivel in 1941 verboden werd leek het langdurige voortbestaan van de soort verzekerd. Devil facial tumour disease (DFTD) is een agressieve, niet-virale, klonaal overdraagbare kanker die Tasmaanse duivels treft. De kanker manifesteert zich als bulten zacht en zwerend weefsel rond de mond, die omliggende organen kunnen binnendringen en kunnen uitzaaien naar andere delen van het lichaam. Deze kankercellen hebben ernstige genetische afwijkingen. Zo zijn deze DFT2-cellen tetraploïde en bevatten dus twee keer zoveel genetisch materiaal als normale cellen. DFTD wordt meestal verspreid door beten, wanneer tanden in contact komen met kankercellen. Minder belangrijke transmissieroutes zijn het inslikken van geïnfecteerde karkassen en het delen van voedsel. Volwassen Tasmaanse duivels die anders het meest fit zijn, zijn het meest vatbaar voor de ziekte. DFTD is naar schatting voor het eerst ontstaan in 1986. Er zijn momenteel twee bestaande stammen, die beide afkomstig lijken te zijn van Schwanncellen. DFT1 is de belangrijkste en oudere stam die het grootste deel van de duivelspopulatie infecteert. Het werd voor het eerst beschreven in 1996 bij een dier uit Mount William National Park in het noordoosten van Tasmanië. DFT2 verscheen rond 2011 en werd voor het eerst ontdekt in 2014. Alle gevallen zijn beperkt tot het gebied in het zuiden van Tasmanië nabij het D'Entrecasteaux-kanaal. Er zijn nog steeds ziektevrije gebieden in het relatief geïsoleerde zuidwesten van het eiland.
De ziekte vormt een directe bedreiging voor het voortbestaan van de Tasmaanse duivels als soort, aangezien de ziekte bijna universeel dodelijk is. In de twee decennia sinds de ziekte voor het eerst werd opgemerkt, daalde de populatie van de duivel met 80% en lokaal meer dan 90%, terwijl de aandoening zich verspreidde over vrijwel heel Tasmanië. De regering van Tasmanië, Australische universiteiten en dierentuinen doen pogingen om de ziekte in te dammen. Het afmaken van geïnfecteerde individuen, het beleid dat tot 2010 door staatsfunctionarissen werd gehanteerd, leverde weinig succes op. De belangrijkste preventiemethode werd dus het gevangen nemen van honderden duivels en vervolgens een aantal van hen weer in het wild vrijlaten. Er is tot nu toe geen genezing voor de kanker. Vaccinatie biedt enige hoop in de strijd tegen de ziekteverwekker, maar onderzoekers hebben nog geen voldoende effectief vaccin gevonden. Een proef uit 2017 wees uit dat zelfs met de beschikbare vaccins slechts 1 op de 5 duivels DFTD overleeft. Een orale DFT1-vaccinkandidaat wordt getest in de gevangen duivelspopulatie.

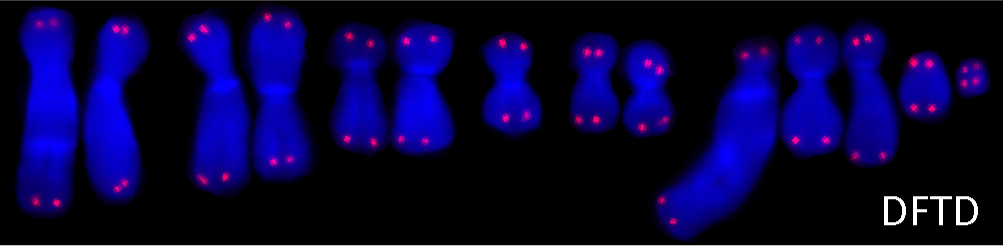
chromosomen van de DFTD-kankercellen

De chromosomen van DFTD-kankercellen verschillen van de cellen van hun gastheren. Deze DFTD-cellen bevatten 13 autosomen, maar geen geslachtschromosomen. Bovendien is er geen enkel chromosoom-2 aanwezig, slechts 1 chromosoom-6, terwijl de lange arm van één van beide chromosoom-1 ontbreekt. Ook bevatten deze kankercellen chromosomen waarvan niet kon worden vastgesteld met welk chromosoom in een gezonde cel ze overeenkomen. Belangrijk is dat deze afwijkingen hetzelfde waren in tumoren van alle duivels.
De dieren gaan zich op steeds jongere leeftijd voortplanten. Volgens Australische onderzoekers is dit het eerste geval ooit, waarbij een zoogdier ten gevolge van een ziekte zijn voortplantingsleeftijd heeft verlaagd. Bij vissen die worden overbevist is dit verschijnsel echter vaak beschreven.
In het noordwesten van het eiland zijn er dieren aangetroffen die wel antistoffen tegen de tumoren ontwikkelen, waardoor de overleving van de soort toch tot de mogelijkheden behoort.
In 2010 werd bekendgemaakt dat een aantal Tasmaanse duivels, opgegroeid in gevangenschap, zal worden uitgezet op een Australisch eiland, meer bepaald, Maria Island. Deze dieren zouden daar een nieuwe populatie moeten gaan vormen. Omdat de besmette dieren op een ander eiland leven, hopen dierenbeschermers dat de soort zo kan overleven.
In 2016 bracht onderzoek aan het licht dat sommige Tasmaanse duivels resistent zijn tegen de kanker en de epidemie doorstaan. Dieren die overleefden in getroffen gebied, blijken bepaalde andere genen te hebben dan het gemiddelde individu. Meer bepaald, verschillen in genen die instaan voor het immuunsysteem en de ontwikkeling van kanker zouden de dieren resistent maken.

#### Aantallen
Uit een overheidsstudie bleek dat in januari 2005 het aantal Tasmaanse duivels al fors gedaald was tot ongeveer 75.000 dieren. In 2007 startte Australië een campagne om de Tasmaanse duivel te behoeden voor uitsterven. In deze actie speelde de tekenfilmfiguur Tasmanian Devil uit Looney Tunes een belangrijke rol. De Tasmaanse duivel bleef echter kampen met de ziekte en in 2009 zeiden de Australiërs dat er een hekwerk op het Australische eiland Tasmanië moest worden gebouwd om het voortbestaan van de Tasmaanse duivel te garanderen. Het buideldier werd nog steeds met uitsterven bedreigd door de besmettelijke ziekte waarmee begin 2009 inmiddels twee derde van de populatie besmet was. Met een hek om een deel van het land wilde men de ziekte binnen de perken houden.
De Tasmaanse duivel kwam tot 3000 jaar geleden ook op het Australische vasteland voor. Eind 2020 zijn in het natuurgebied Barrington Tops in New South Wales 26 exemplaren opnieuw geïntroduceerd. Eind mei 2021 werden hieruit de eerste jongen geboren.
Tasmaanse duivels kunnen worden getemd, maar zijn ongeschikt als huisdier. Ze ruiken onaangenaam en zijn niet erg aaibaar.

## Gedrag
De Tasmaanse duivel brengt de dag door in een van zijn ongeveer 3-5 goed verborgen nesten, vaak gelegen in een wombathol of op het oppervlak onder een graspol. Wanneer de jongen te groot worden om in de buidel te worden gedragen, worden ze gedurende enkele weken in een hol achtergelaten. In gevangenschap bouwen vrouwtjes een nest van droge vegetatie in een hol, kauwend en gravend om een dik bed te creëren. Zoals bij de meeste nachtelijke zoogdieren zijn reuk- en gehoorcommunicatie het belangrijkst, maar Tasmaanse duivels hebben ook goed ontwikkelde gedragingen door de mond te openen, met visuele signalen en reukgedragingen die een voorbode kunnen zijn van agressief gedrag zoals achtervolgingen, bijten, worstelen en, zelden, wederzijds grijpen van de kaken. Duivels laten zich ook op het grootst van de zijkant zien na het schouderdrukken, stoten en duwen met de kont tegen een tegenstander. Visueel en reukgedrag gaan meestal gepaard met geluiden. Acht geluiden en twee geluiden die niet in de keel worden gemaakt, worden gemaakt door duivels in gevangenschap. Het luide gesnuif en geblaf van een duivel die een voedselbron verdedigt, kan bij de aankomst van indringers uitlopen in een luide kakofonie van agressieve geluiden, inclusief grommen, kreunen, sissen, stampen met de voeten, janken en gillen. Het kortste geluid is een gesnuif van 0,1-0,2 seconden en het langste een gegrom dat 5 seconden duurt. Alle geluiden worden door mensen onderscheiden en de meeste hadden lage frequenties van 9–12 kHz.

### Jacht
Duivels rennen vaak onvermoeibaar een route van tot wel 20 km, langs de plaatsen waar onlangs 's nachts voedsel is gevonden. De langeafstandsgang is een kenmerkend patroon van eerst de rechterachterpoot, gevolgd door de linkervoorpoot en ten slotte de linkerachterpoot en rechtervoorpoot samen. Gemiddeld besteedt een duivel bijna 8 uur aan het afleggen van 8-9 km per nacht tijdens het jagen. Dieren die op grotere hoogte leven, brachten gemiddeld 8 actieve uren door in zowel de zomer als de winter (in de sneeuw). Duivels wisselen waarschijnlijk hinderlagen (wachten om prooi te overmeesteren) af met het afleggen van grote afstanden om de kans op het vinden van een karkas te maximaliseren. Duivels rennen met snelheden van ongeveer 10 km per uur.
Zoals gebruikelijk bij de meeste echte roofbuideldieren, vangen en houden duivels kleine prooien vast met hun voorpoten. Dode prooien worden onderzocht met hun neus, lippen en de vele snorharen. Duivels eten hun eigen dode soortgenoten net zo graag als die van andere dieren. Ze consumeren kleine prooien vanaf de kop, maar verslinden grotere prooien van achter richting de kop. Bij wallaby's wordt de vette staart vaak als eerste gegeten. Duivels consumeren doorgaans één grote maaltijd in één keer om de 4-8 dagen. Zodra een karkas is gevonden, begint de consumptie onmiddellijk, tenzij een andere duivel het karkas al in bezit heeft. Meestal begint hij te eten bij een wond, de cloaca of de dunne huid bij de buidel of het scrotum. Duivels eten en scheuren snel, consumeren de zachtere organen die ze gemakkelijk kunnen bereiken en gaan dan naar ledematen, waarbij ze ook de botten volledig consumeren. De geluiden van brekende botten, en het gesnuif en andere geluiden van een etend dier, worden meestal gehoord door soortgenoten in de buurt, en dan beginnen de agressieve interacties bij het karkas. Er moet steeds meer tijd worden besteed aan het wegjagen van indringers. Eenzame duivels die zich voeden met een karkas besteden meer tijd aan waakzaamheid dan wanneer er meerdere duivels bij het karkas zijn. Als het karkas groot is, zoals een volwassen gewone wombat of schaap, kunnen voedende duivels posities innemen aan de uiteinden en zijkanten, maar ze voeden zich meestal niet schouder aan schouder. Grotere, oudere en en dieren met meer honger zijn meestal succesvoller bij karkassen. Agressie resulteert soms in verwondingen, met name op de wangen en het gezicht, en littekens komen vaak voor bij oudere dieren, waardoor de kleur van het gezicht vaak lichter wordt. Zogende vrouwtjes met jongen in hun hol zijn bijzonder agressief. Jonge dieren doen het niet goed in dergelijke confrontaties bij een prooi en krijgen vaak pas de restjes nadat grotere dieren zijn vertrokken. Jonge dieren zijn waakzamer bij karkassen dan volwassenen, in overeenstemming met hun kleinere formaat en het risico op verwondingen door oudere dieren.

### Voortplanting
Bijna alle echte roofbuideldieren hebben een voortplantingsseizoen zodat de jongen uit de buidel tevoorschijn komen in de lente en de vroege zomer in het gematigde Australië. Paringen bij duivels komt het meest voor tussen half februari en eind maart. Tijdens de hofmakerij maakt het mannetje een 'huff'- of 'clap'-geluid terwijl hij het vrouwtje achtervolgt. Langdurige achtervolgingen en verijdelde pogingen om te bestijgen zijn meestal onderdeel van de hofmakerij. In gevangenschap markeert een mannetje zijn ruimte met geur, hetzij door een borstwrijving, urinedruppels of door zijn cloaca over de grond te schuiven. Het schuiven van de cloaca lijkt belangrijk te zijn in het begin van een interactie, maar zodra een dier dominantie heeft vastgesteld, neemt de frequentie van het markeergedrag geleidelijk af bij het ondergeschikte dier. Tijdens de paring wordt het typische gedrag van echte roofbuideldieren om het vrouwtje in de nek te bijten en langdurig vast te houden soms versterkt doordat het mannetje het vrouwtje voortsleept. Tijdens de paring, die meerdere uren kan duren, grijpt het mannetje het vrouwtje vast met zijn voorpoten, soms met zijn poten op haar buik, vooral bij het stoten. Omdat mannetjes vrouwtjes soms in holen houden tijdens een paringsperiode die langer dan 1 week duurt, kan het vrouwtje van de Tasmaanse duivel gedwongen worden monogaam te zijn vooral bij een hoge populatiedichtheid. In gevangenschap domineren mannetjes vrouwtjes, behalve tijdens de zwangerschap en wanneer vrouwtjes hun jongen bewaken. Het mannetje houdt het vrouwtje vaak tot wel 12 dagen in haar hol na de paring, zowel in het wild als in dierentuinen. Het begin van de voortplanting bij vrouwtjes wordt gekenmerkt door een opvallende vergroting van de buidel, die vochtig wordt en zo groot als een vuist, met 4 goed ontwikkelde melkklieren. Aanwijzingen voor de paringsbereidheid bij gevangen vrouwtjes zijn onder andere de ontwikkeling van een met vocht gevulde nekrol, toegenomen nestgedrag, verlies van eetlust en lethargie. De ovulatie is spontaan, met grote aantallen vrijgekomen eicellen. Net als andere echte roofbuideldieren produceren vrouwtjes meer eicellen en embryo's (11-56) terwijl er maar 4 tepels beschikbaar zijn. Hoewel 4 het maximale aantal is, overleven er meestal maar 2 of 3 tot de leeftijd waarop ze worden gespeend.

## Verspreiding
De Tasmaanse duivel komt alleen voor op Tasmanië, het eiland voor de zuidoostkust van het vasteland van Australië. Binnen Tasmanië behoren duivels tot de meest verspreide zoogdieren, op de derde plaats na twee kangoeroes. Vroeger wijdverspreid in zuidelijk Australië, verdween de soort ongeveer 3000 jaar geleden van het Australische vasteland, waarschijnlijk door een samenloop van extreme klimaatgebeurtenissen, concurrentie met de dingo en bevolkingsgroei van Aboriginal-volkeren, die rond deze tijd ook nieuwe jachttechnieken ontwikkelden.